# 塔波查山

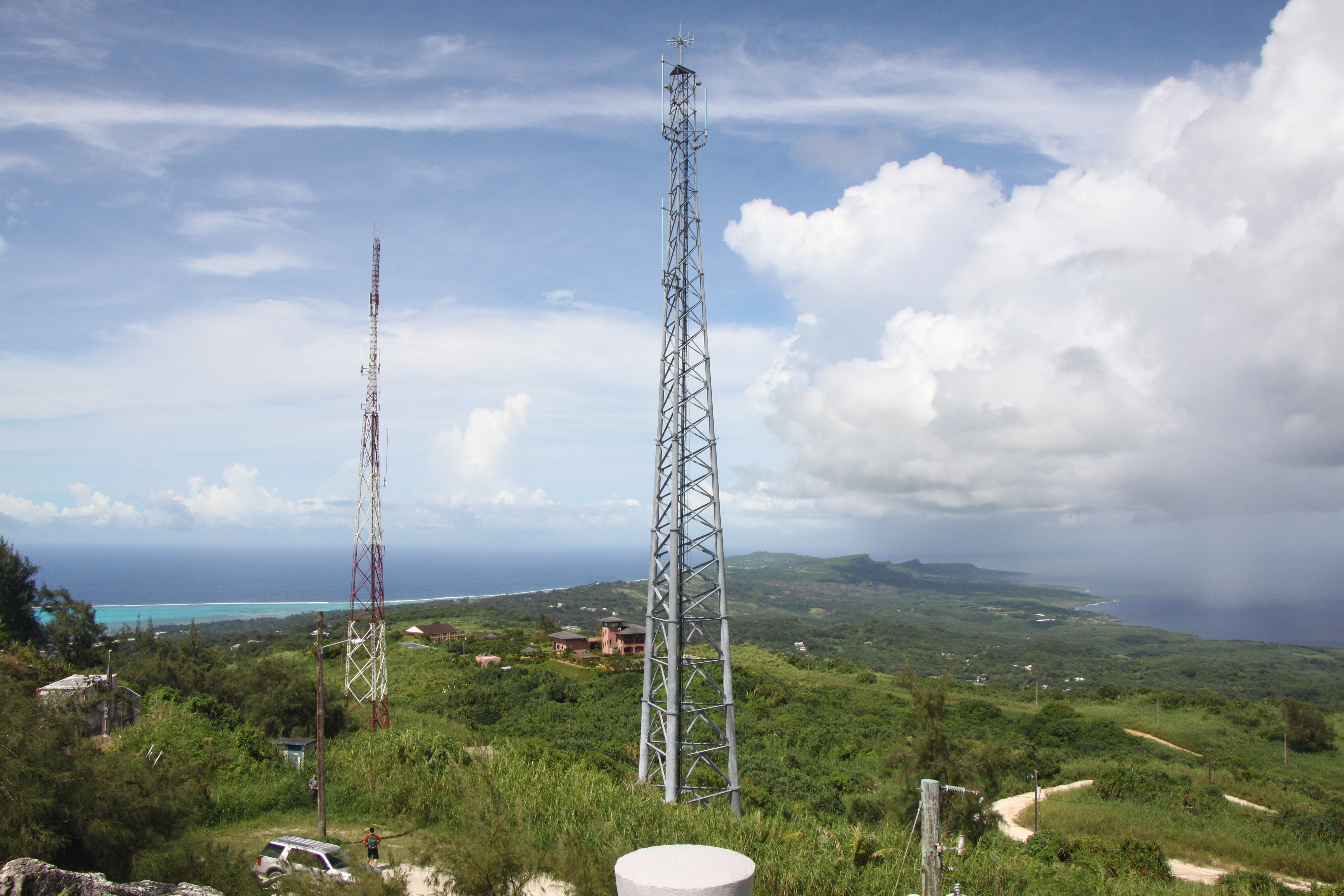
塔波查山顶的短波发射塔

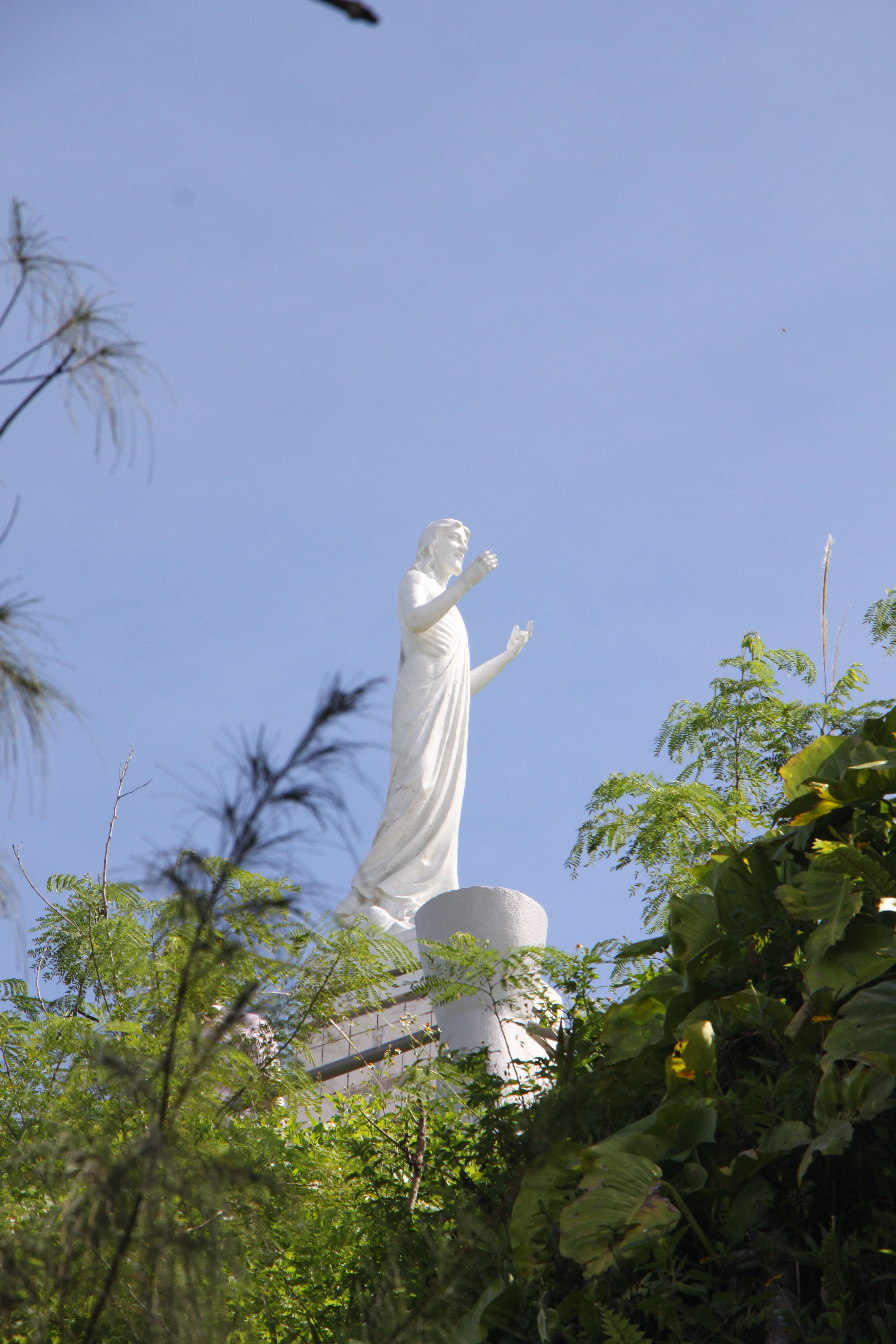
塔波查山上的耶稣像

塔波查山（英語：Mount Tapochau），又译塔帕丘峰、踏破浪山"，是美国属地北马里亚纳群岛塞班岛上的最高点，位于塞班岛的中央位置。

## 简介
塔波查山是北马里亚纳群岛的塞班岛上的最高点，它的高度为474米（1554英尺）。此山提供了一个360度的俯视角。登陆塔波查山是第二次世界大战中非常重要的一次战役，当时据守在此的大日本帝国大尉大场荣在1945年（昭和20年）12月1日向美军投降。